# Gruberella flavescens
Gruberella flavescens is een soort in de taxonomische indeling van de Amoebozoa. Deze micro-organismen hebben geen vaste vorm en hebben schijnvoetjes. Met deze schijnvoetjes kunnen ze voortbewegen en zich voeden. Het organisme komt uit het geslacht Gruberella en behoort tot de familie Gruberellidae. Gruberella flavescens werd in 1984 ontdekt door Page.